# Partido Monarquista de São Paulo
O Partido Monarquista de São Paulo (PM-SP), também conhecido simplesmente por Partido Monarquista, foi um partido político fundado durante a República Velha. Surgiu após a ascensão de um governo civil conciliatório na pessoa de Prudente de Morais no Brasil, sem a pressão do Governo Floriano Peixoto. O Partido reunia liberais e conservadores, buscando a restauração da monarquia no Brasil.
Eduardo Prado liderava a facção burguesa cafeeira, enquanto João Mendes de Almeida estava mais ligado aos católicos radicais oriundos do Partido Conservador.
Os membros desse grupo criaram o Diretório Monárquico do Rio de Janeiro em 1890 e o Centro dos Estudantes Monarquistas de São Paulo em 1896.
Mas tendo como objetivo a colaboração com o novo regime, o Governo de São Paulo decidiu por fechar o partido e o centro de estudantes. O partido debandou-se de vez quando a polícia dissolveu uma reunião organizada pelos partidários após o fechamento dos grupos.

## Apoiadores de Destaque
- Afonso Celso de Assis Figueiredo
- André Rebouças
- Carlos de Laet
- Conde de Afonso Celso
- Joaquim Nabuco
- João Alfredo Correia de Oliveira
- João Mendes de Almeida
- João Lustosa da Cunha Paranaguá
- José do Patrocínio
- Lafayette Rodrigues Pereira
- Machado de Assis